# Донське (авіабаза)
Донське — військова авіабаза поблизу села Донське в Калінінградській області РФ. На ній базується 396-а окрема корабельна протичовнова вертолітна ескадрилья, оснащена вертольотами Ка-27ПЛ та Ка-29ПС.

## Історія
За часів третього рейху на аеродромі поблизу Донського (тоді німецьке селище Гросс Диршкайм, нім. Groß Dirschkeim) дислокувалася 51-а винищувальна ескадра Люфтваффе (Jagdgeschwader 51 «Mölders»).
На аеродромі у свій час базувались:
- 28-й гвардійський винищувальний авіаційний Ленінградський ордена Кутузова III ступеня полк;
- 51-й Талліннський Червонопрапорний орденів Ушакова II ступеня та Нахімова І ступеня мінно-торпедний авіаційний полк Червонопрапорного Балтійського флоту;
- 689-й гвардійський Сандомирський орден Олександра Невського винищувальний авіаційний полк імені Олександра Покришкіна (колишній 16-й гвардійський винищувальний авіаційний полк, перейменований у 1949 році);
- 745-й Окремий корабельний протичовновий вертолітний полк (ОКПЧВП).

У 1994 році 745-й ОКПЧВП було переформовано в 396-у окрему корабельну протичовнову ескадрилью.
Починаючи з 2018 на авіабазу почали прибувати модернізовані гелікоптери Ка-27М та Ка-29.
У 2019 396-у ескадрилью включили в новостворений змішаний вертолітний полк Балтійського флоту, в який окрім ескадрильї морських Ка-27 ввійшли й дві ескадрильї з «сухопутними» вертольотами Мі-8 та Мі-24.

## Катастрофи та інциденти
12 квітня 2018 один з переданих двома роками раніше на авіабазу Донське вертольотів Ка-29 зазнав аварії в акваторій Балтійського моря. В кількох милях від мису Таран, під час посадки на корабель, з вертольотом було втрачено зв'язок. Уламки вертольота знайшли в морі, обидва пілоти загинули.